# SpeedTree

SpeedTree-Logo von 2002 bis 2009

SpeedTree, eigentlich SpeedTreeRT, ist eine Entwicklungsumgebung von Interactive Data Visualization, Inc. (IDV) für Spieleentwickler und 3D-Designer, mit der sich animierte 3D-Bäume in Spielen und Multimedia-Software einbinden lassen.
SpeedTree ist eine so genannte Middleware, die neben der Erstellung von Baummodellen in einem eigenen CAD-System (SpeedTreeCAD) auch die Einbeziehung von Windeffekten und ein automatisches und stufenloses Level of Detail (LOD) bei der Modell-Erstellung beherrscht. Die Auswirkungen von dynamischem Lichteinfall auf die Darstellung eines Baumes, bzw. ganzer Wälder, kann mit Hilfe von Vertex-Farben ebenso dargestellt werden, wie die Baumschatten.
Die SpeedTree Engine kann von Software- und Spieleentwicklern lizenziert und in eigene Produkte eingebunden werden.
IDV wurde im Juli 2021 von Unity Technologies akquiriert.

## Computerspiele, die SpeedTree verwenden
- Age of Conan – Hyborian Adventures
- Das Schwarze Auge: Drakensang
- Die Gilde 2
- Empire: Total War
- Fallout 3
- Fallout: New Vegas
- Final Fantasy VII: Rebirth
- Gothic 3
- Neverwinter Nights 2
- The Elder Scrolls IV: Oblivion
- Pirates of the Burning Sea
- Project Gotham Racing 3
- Rappelz
- Sacred 2
- Saints Row
- Second Life
- SpellForce 2: Shadow Wars
- The Witcher, The Witcher 2: Assassins of Kings sowie The Witcher 3: Wild Hunt
- Dark Age of Camelot: Trials of Atlantis
- Unreal Tournament 3
- Ragnarok Online 2: Legend of the Second
- Red Dead Redemption
- Vanguard: Saga of Heroes
- World in Conflict
- Risen
- Trainz (seit Trainz Simulator 2010)
- Mafia II
- Sims 3
- Smite
- Mittelerde: Mordors Schatten
- Wasteland 3
- Wolcen: Lords of Mayhem[4]
- World of Tanks[5]
- Elden Ring